# Robert Kahn (Komponist)

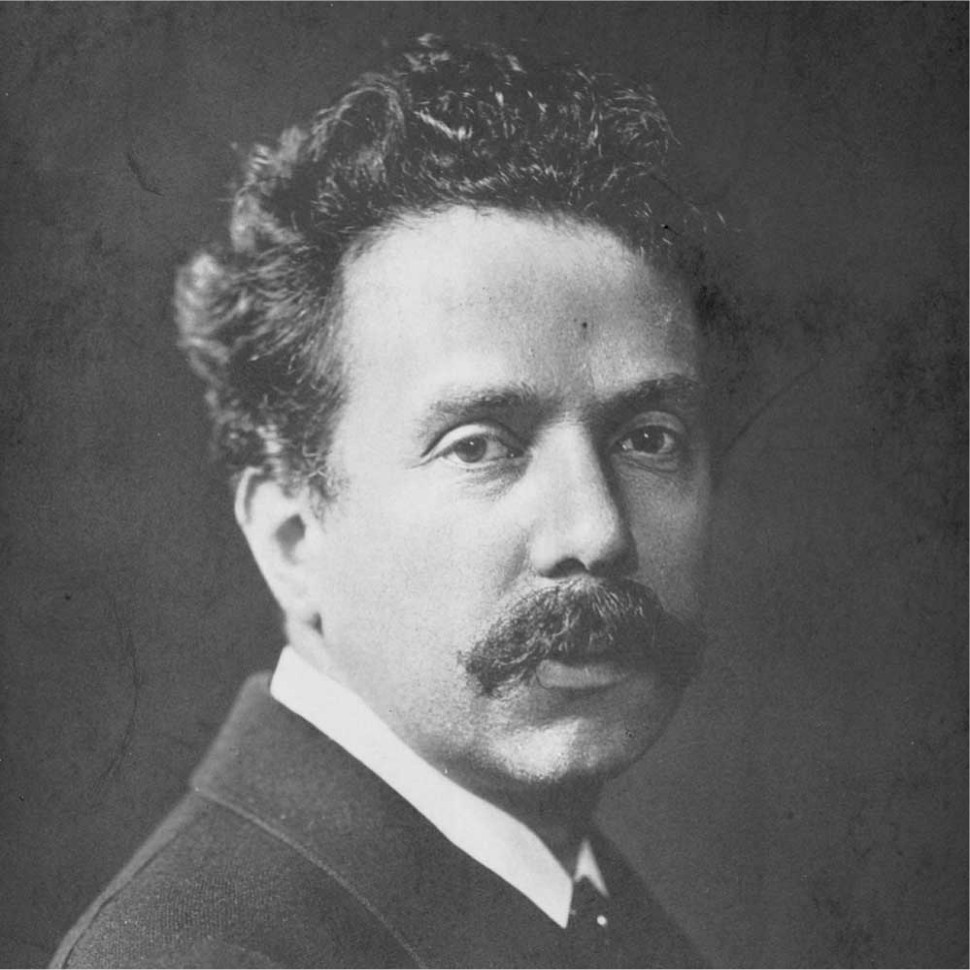
Robert Kahn um 1910

Robert August Kahn (* 21. Juli 1865 in Mannheim; † 29. Mai 1951 in Biddenden, Kent, England) war ein deutscher Komponist und Musikpädagoge.

## Leben
Robert Kahn war eines der neun Kinder einer reichen und angesehenen jüdischen Kaufmanns- und Bankiersfamilie in Mannheim. Sein Vater war Bernhard Kahn, seine Mutter Emma Eberstadt, Tochter des von Worms nach Mannheim gezogenen Ferdinand Eberstadt. Sein Bruder war der Banker Otto Hermann Kahn.
Kahn studierte von 1882 bis 1885 Musik an der Königlichen Hochschule für Musik in Berlin, u. a. bei Friedrich Kiel sowie 1885/86 bei Josef Rheinberger in München. 
Die persönliche Begegnung mit Johannes Brahms im Jahre 1886 war prägend für ihn.
Nach dem Militärdienst lebte Kahn bis 1890 als freischaffender Komponist und Kammermusiker in Berlin. Von 1890 bis 1893 war er Korrepetitor am Stadttheater in Leipzig. 
1894 wurde Kahn Dozent an der Königlichen Hochschule für Musik in Berlin, ab 1903 war er dort Professor. Zu seinen bekanntesten Schülern gehören der Pianist Wilhelm Kempff, den er ab 1904 in Komposition unterrichtete, der Dirigent, Pianist und Musikpädagoge Eduard Zuckmayer, der Dirigent Ferdinand Leitner, die Komponisten Günter Raphael (ab 1922) und Nikos Skalkottas sowie der Geiger Karl Klingler. Auch Arthur Rubinstein besuchte seine Musiktheoriekurse. Im Jahr 1900 heiratete er Katharina Hertel, Enkelin des Komponisten Peter Hertel, sie hatten drei Töchter.

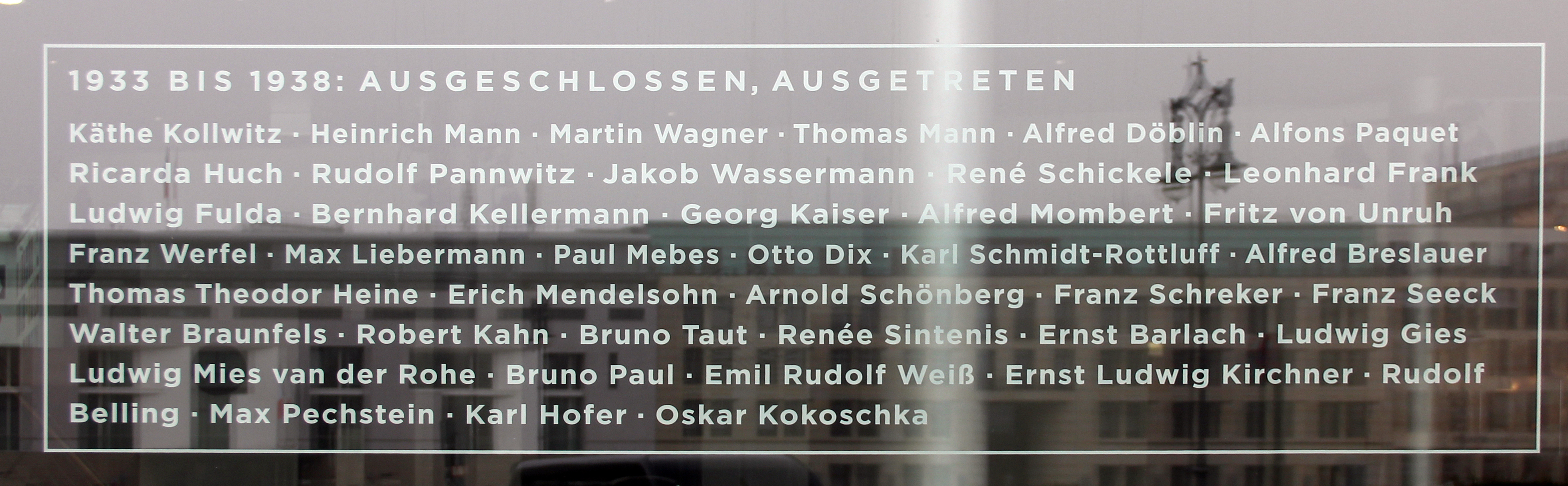
Gedenktafel am Haus, Pariser Platz 4, in Berlin-Mitte

Praktisch seine ganze Zeit in Berlin war er als Kammermusikpartner und Liedbegleiter der führenden Interpreten seiner Zeit aktiv, von Joseph Joachim und Richard Mühlfeld bis Adolf Busch, von Johannes Messchaert bis Ilona Durigo und Emmy Destinn. 
Kahn wurde 1916 zum Mitglied der Preußischen Akademie der Künste ernannt, der er bis 1934 angehörte.
Als Jude wurde Kahn von den Nationalsozialisten in die Emigration gezwungen. Als er im Dezember 1938 nach England emigrierte, war er in Deutschland bereits als Komponist bekannt und hatte zahlreiche Werke publiziert. Er verbrachte den Rest seines Lebens in England. 
Nach dem Ende des Zweiten Weltkrieges geriet Robert Kahn in der breiteren musikalischen Öffentlichkeit nahezu völlig in Vergessenheit. Im Jahr 1985 veranstalteten die Badische Kommunale Landesbank und der Deutschlandfunk in Mannheim ein Konzert „Einst gefeiert, dann vergessen“, worin Donald Runnicles frühe Klavierstücke Kahns (u. a. op. 11) aufführte und für Schallplatte einspielte. Etwa ab der Jahrtausendwende zog Kahns Musik vermehrt die Aufmerksamkeit verschiedener Interpreten auf sich. So wurde eine Aufnahme des ersten Klavierquartetts mit Triendl, Shaham et al. veröffentlicht. In der Interpretation des Tenors Martin Dillon (1957–2005) wurde auf 2 CDs auch eine umfangreiche Sammlung von Kahns Liedern – darunter auch der komplette Jungbrunnen-Zyklus op. 46 für Gesang und Klaviertrio – aufgenommen; zu einer dritten geplanten CD kam es durch Dillons Tod nicht mehr. Kahns erste Cellosonate op. 37 und 3 Stücke op. 25 für Cello und Klavier nahmen Rebecca Rust und Fritz Schwinghammer auf (Cavalli Records), sein Klarinettentrio op. 45 spielten das Trio Paideia und zuletzt auch das Trio Bornalie (2005) auf CD ein, und die Serenade op. 73 liegt inzwischen in einer Aufnahme des Trio de Vries, Janssen, Guittart vor (2002). Vier der sechs Werke von Kahn für Klaviertrio wurden 2012 durch das Hyperion-Trio aufgenommen. 
Robert Kahn bezog nach seiner Emeritierung sein Landhaus in Feldberg und wohnte dort die letzten Jahre bis zu seiner Vertreibung aus Deutschland. Das Haus wurde bis 2018 als Jugendherberge genutzt. An der Westseite des Hauses befand sich eine Gedenktafel, die an Kahn erinnerte. Im Juni 2023 fiel das leer stehende Haus einer Brandstiftung zum Opfer. 2025 wurde es abgerissen.

## Werke
Kahn komponierte Kammermusik, u. a. 2 Klavierquintette, 2 Streichquartette, 3 Klavierquartette, 6 Klaviertrios, 3 Violinsonaten und 2 Violoncellosonaten, über 200 Lieder und zahlreiche Chöre. Seine einzigen Orchesterwerke sind ein Konzertstück für Klavier und Orchester es-moll op. 74 und seine Orchesterserenade Aus der Jugendzeit. Stilistisch ist sein Werk der Romantik zuzuordnen. In der Zeit seiner inneren Emigration in Feldberg/Mecklenburg (1933–1938) und während seiner Zeit im englischen Exil entstand der Klavierzyklus „Tagebuch in Tönen“ mit 1160 (mit Zweitversionen 1168) Klavierstücken, der wohl den mit Abstand größten je komponierten Klavierzyklus überhaupt darstellt. Reprisen, attacca-Anweisungen, harmonische oder motivische Bezüge zwischen Stücken sowie Äußerungen über die beabsichtigte Reihenfolge der bzw. eine zusammenhängende Aufführung dieser Stücke belegen den Charakter eines zusammenhängenden Zyklus.
Seine erste Violinsonate widmete Kahn dem Geiger Joseph Joachim. Sein erstes Streichquartett wurde vom Joachim-Quartett uraufgeführt. Die Uraufführung seiner Orchesterserenade durch das Philharmonische Orchester Berlin fand unter der Leitung von Hans von Bülow am 27. Oktober 1890 statt.
Die meisten Noten liegen gedruckt vor und befinden sich im  neugegründeten Robert-Kahn-Archiv in der Akademie der Künste in Berlin. Auch in der Online-Bibliothek IMSLP/Petrucci finden sich einige Werke. Das Werk Robert Kahns ist nicht durch die GEMA vertreten und somit allen Ausführenden frei zugänglich. Die Erben Kahns haben das Werk explizit freigegeben. Bei den Rechtsnachfolgern der Verlage, bei denen Kahn zu Lebzeiten Werke veröffentlichte, bestehen allerdings noch GEMA-Rechte.
- op. 1 – Thema mit 6 Variationen in E-Dur für Klavier (1881)
- op. 5, 26, 50 – Sonaten für Violine & Klavier
- op. 10 – Zwei Gesänge für Soli, Frauenchor und Orchester (1890); Uraufführung am 13. Juni 1890 in einem „Vortragsabend“ der Berliner Musikhochschule unter der Leitung von Joseph Joachim
- op. 13 – Am See. Sechs kleine Stücke für Klavierduett (1891)
- op. 14 – Klavierquartett Nr. 1 h-Moll (1891)
- op. 27 – Sieben Gesänge für tiefe Stimme nach Gedichten von Gerhart Hauptmann
- op. 74 – Konzertstück für Klavier und Orchester es-moll (1923)